# 和于朝
和于朝（1585年—？），字际明，號用梅，陕西西安府蒲城縣军籍。

## 生平
初小试不利，廿七始入黌，廿八登万历四十年（1612年）壬子科陕西乡试举人，四十一年（1613年）联捷癸丑科進士，授陈留县知县，以忤藩府，四十四年考察去職。天啓元年（1621年）改应天府教授，四年升国子监助教，五年升户部主事，管下粮所，六年升郎中，督饷密云，缘事坐累十余年，辨复归。

## 家族
曾祖和收。祖父和車。父和宾，儒官。